# Antoine Favre
Antoine Favre, barone di Pérouges (Bourg-en-Bresse, 5 ottobre 1557 – Chambéry, 1624), è stato un nobile e giurista savoiardo.

## Biografia
Favre nacque a Bourg-en-Bresse. Dopo gli studi a Parigi e Torino, praticò la professione di avvocato a Chambéry. Divenne membro del Senato di Savoia nel 1585, presidente del Consiglio del Genevese nel 1596 e primo presidente del Senato di Savoia nel 1610.
Tra le sue opere Coniecturae iusis civilis (1604), Rationalia in Pandectas (1605), ma il suo lavoro più conosciuto fu il Codex Fabrianus definitionum forensium (1609), che ebbe numerose ristampe fino all'Ottocento. Il Codex è una raccolta di sentenze del Senato di Savoia ampiamente commentate ed organizzate sul modello del Codice giustinianeo. In altri scritti, che sono apprezzati ancora oggi dagli studiosi, Favre tenta di distinguere tra gli apporti del diritto romano classico e le successive aggiunte giustinianee.